# Юные чапаевцы
Отряд «Юные чапа́евцы» — комсомольско-пионерская диверсионно-разведывательная группа, действовавшая на острове Хортица в августе-сентябре 1941 года (начальный период ВОВ).

## Период создания и деятельности отряда «Юные чапаевцы»
В августе 1941 года немецкие войска вплотную подошли к Запорожью. Захвату этого крупного промышленного центра германское командование придавало особое значение — в приказе Гитлера было выдвинуто требование: «Город захватить с действующими предприятиями».
В начале августа начался демонтаж оборудования запорожских заводов и подготовка их к эвакуации. В ночь с 17 на 18 августа немецкие войска прорвали оборону советских войск в районе Запорожья.
Из донесения Политического Управления Южного фронта на имя начальника Главного Управления РККА Л. З. Мехлиса:

«…Утром 18 августа противник силами до пехотной дивизии с танками повёл наступление на город Запорожье. Оборонявшая Запорожский плацдарм плохо вооружённая, только что введённая в бой, 274 стрелковая дивизия под натиском противника начала отход…»
Для того, чтобы задержать наступление германских войск советским командованием было принято решение о подрыве мостов, соединявших остров Хортицу с правым и левым (Запорожье) берегом Днепра и плотины ДнепроГЭС. В результате взрыва в плотине возникла пробоина длиной 135 или 165 метров, через которую хлынула вниз тридцатиметровая волна, вызывая разрушения и гибель людей, оказавшихся в береговой зоне. В зону наводнения попали как немецкие войска, так и красноармейцы, которые осуществляли переправу через Днепр, а также мирные жители острова Хортица и прибрежной зоны. Число жертв среди красноармейцев и гражданского населения, вызванных взрывом Днепровской плотины, дискуссионно, так как подсчётов сразу не велось. В современной литературе встречаются оценки от 20 до 100 тыс. человек. Немецкое командование оценивало свои потери в живой силе в 1500 человек.. Эти числа не подкрепляются никакими документами. Есть попытка обосновать число жертв в 20—30 тысяч человек, вычисляя количество войск и беженцев, которые могли находиться на левом берегу Днепра до Херсона, методика данной попытки также оспаривается.
Вопреки решению, мост через старое русло Днепра, соединявший правый берег с Хортицей, взорван не был. Пройдя по нему, практически не встречая сопротивления, немцы заняли северную часть острова. В результате разрушения моста, соединявшего Хортицу с левым берегом и обрушением нескольких пролётов плотины ДнепроГЭС (взорванной 18 августа около 21.00), на юге Хортицы остался отрезанным полк пехоты РККА, который находился в то время в плавнях острова на переправе.
Из телеграммы начальника политуправления Южного фронта Мамонова начальнику Главного управления РККА Мехлису от 20 августа 1941 года:

«На левом участке армии в результате неоднократных атак танков и моточастей противника оставлен Запорожский плацдарм. 
 Подполковник Петровский — начальник отдела Эпин (научно-технического института) — представитель генштаба — без ведома Военного Совета фронта взорвали плотину и мост… Взрыв перемычки и моста поставил в тяжёлое положение около 3000 человек, находящихся на острове Хортица… „
20 августа с высоких берегов Хортицы немцы начинают орудийно-миномётный обстрел Запорожья, что значительно усложняет эвакуацию города. Для обеспечения успешной эвакуации городских предприятий и учреждений нужно было во что бы то ни стало прекратить огонь неприятеля, выбив его с Хортицы. Командованием Южного фронта принимается решение об освобождении острова. В Директиве командующего войсками Южного фронта № 0083/оп на оборону по левому берегу р. Днепр (21 августа 1941 г.) говорилось:

“… Задача — овладеть островом Хортица и, прочно обороняясь по восточному берегу р. Днепр, удерживать в своих руках Запорожье.»
Во исполнение данной директивы необходимо было, переправившись на Хортицу, получить сведения о расположении неприятельских войск и установить связь с оставшимися на острове красноармейцами. Для этого требовалось переплыть левый рукав Днепра, который хорошо просматривался и простреливался противником. Легче всего сделать это было местным ребятам, не вызывавшим у немцев подозрений. К ним и обратился с просьбой о содействии помощник начальника политического управления Южного фронта по комсомолу, батальонный комиссар Б. С. Мельников.
Охотно согласившись помочь, ребята в лодках, нагруженных корзинами, под предлогом сбора арбузов и слив переправились на Хортицу. Один из них шёл с пакетом к политруку Ф. Ревнову для установления связи с оставшимися на острове красноармейцами.
В назначенное время юные разведчики вернулись, доставив ценные сведения и записку от Ф. Ревнова. В соответствии с информацией, доставленной ребятами, заместитель начальника штаба Южного фронта генерал-майор Ф. М. Харитонов нанёс на карту огневые точки и места́ скопления неприятеля, через некоторое время по ним был открыт огонь советских войск.
Ребятами было решено организовать отряд и назвать его «Юные чапаевцы» (по мнению запорожского историка Александра Олейника, это название было предложено генералом Ф. М. Харитоновым).
Юные чапаевцы получали всё новые и новые задания: кроме проведения разведки, они распространяли центральные газеты и листовки «Вести Советской Родины», перереза́ли линии связи противника, помогали переправлять раненых на левый берег.
22 августа 1941 г. в 20.00 при помощи бутылок с зажигательной смесью ребята отметили места скопления живой силы и техники противника, которые затем были подвергнуты артобстрелу и бомбардировке советскими войсками. С этого момента активность действий РККА на Хортице стала возрастать.
Из стенограммы переговоров главнокомандующего войсками Юго-Западного направления с членами Военного совета Южного фронта о ходе боевых действий войск Южного фронта (27 августа 1941 г.):

«… Большую работу по организации боя провёл генерал-майор тов. Харитонов и помначпуфронта по комсомолу тов. Мельников; ими же в Запорожье была организована группа молодёжи, которая назвала себя юными чапаевцами, они переправлялись на тот берег Днепра небольшими группами, разведывали противника, затем невдалеке разводили костры, как условный знак для действий нашей авиации и артиллерии. Результат их работы очень хороший.»
В ночь с 3 на 4 сентября бойцы 274-й стрелковой дивизии высадились на Хортице и преодолевая упорное сопротивление противника, освободили остров к утру 6 сентября.
Из приказа Военного совета 12-й армии № оп/1 об успешных действиях 274-й стрелковой дивизии по освобождению от противника острова Хортица (7 сентября 1941 г.):

«В течение 3-х дней с 4 по 6. 9. 41 года части 274 стрелковой дивизии вели ожесточённые бои с противником на острове Хортица. Враг упорно оборонял остров, как важный и непосредственный подступ к гор. Запорожье… 
Стремительным ночным ударом в ночь с 5 на 6. 9. 41 года враг был сломлен, остров был захвачен, уцелевший враг, бросая оружие обратился в бегство, оставив на поле боя около 500 человек убитыми, много оружия, снаряжения и боеприпасов…»
За полтора месяца обороны Запорожья было демонтировано и вывезено оборудование 22 заводов союзного значения, которые работая затем в эвакуации, внесли огромный вклад в победу над Германией.
Операция по освобождению Хортицы стала одной из первых наступательных операций РККА в период Великой Отечественной войны. Хортица была первой большой территорией, освобождённой на длительный срок. Этому во многом способствовала деятельность отряда «Юных чапаевцев».
Только после завершения эвакуации предприятий и учреждений Запорожья войскам Красной армии был дан приказ в ночь на 3 октября оставить город и Хортицу.

## Члены отряда
В составе отряда было около 15 человек. Большинство из них были учениками СШ № 42 и СШ № 43, расположенных на острове Хортица.
- Владимир Литяга — бывший комсорг СШ № 43 и один из самых смелых и активных разведчиков. Погиб ещё до того, как немцы были выбиты с Хортицы. Возвращаясь с левого берега после встречи с советским командованием и переплыв Днепр в районе южной части острова (напротив водокачки старой части Запорожья), попал в засаду. Володю схватили и пытали, но он погиб, ничего не сказав. Тело его было так изуродовано (исколото штыками, голова отрезана), что мать смогла опознать сына только по рубашке.

- Виле́н (Ви́ля) Писаревич — его называли начальником штаба отряда «Юных чапаевцев». После оккупации Запорожья ушёл вместе с матерью и младшим братом Юрой в партизанский отряд Григория Покашкина. Был убит в Днепровских плавнях около Марганца 22 декабря 1941 года.

- Юра Писаревич — после гибели старшего брата воевал в действующей армии. Был ранен шесть раз. Награждён орденами и медалями. После войны окончил Мелитопольский технологический институт. Работал инженером на заводе «Запорожсталь».

- Лёня Панфиловский — не имея возможности эвакуироваться, в период оккупации скрывался на Хортице до осени 1943 года. Отступая, немцы пытались угнать на запад многих жителей острова. В их числе оказался и Лёня. Он бежал, и бросившись в Днепр, поплыл на левый берег к Запорожью, куда уже входили советские войска. Немцы стреляя ему вдогонку, ранили его. Несмотря на тяжёлое ранение, Лёня доплыл до берега и после выздоровления ушёл в действующую армию. Погиб в мае 1944 года.

- Саша Сидельников (1928 г. р.) — поддерживал связь с партизанами. Был расстрелян в октябре 1941 года в тринадцатилетнем возрасте. Похоронен в одной могиле с матерью, расстрелянной вместе с ним.

- Коля Ованесов — был схвачен фашистами и брошен в тюрьму. Затем попал в концлагерь, выжил и после войны работал механиком на судах речного флота.

- Коля Худяков (1930 г. р.) — одним из первых начал выполнять разведзадания командования 12-й армии Южного фронта. Став краснофлотцем, погиб на фронте накануне Дня Победы — 8 мая 1945 года. Ему было пятнадцать лет.

- Виктор Моисеев (1926 г. р.)
- Василий Гладков (1929 г. р.)
- Борис Чудаков (1927 г. р.)
- Владимир Нагибин (1929 г. р.)

Из докладной записки младшего политрука 8-го отдела 12 армии по работе среди частей Красной армии и партизанских отрядов, действующих в тылу врага (подпись неразборчива):

29/VIII — 41 г. четыре юных разведчика: Виктор Моисеев, рождения 1926 года, Василий Гладков, рождения 1929 года, Борис Чудаков, рождения 1927 года и Владимир Нагибин 1929 года рождения в сумерках переправились на остров Хортицу в расположение немцев у совхоза. Юные разведчики перере́зали много линий связи немецких войск, разведали расположение вражеской артиллерии… и благополучно вернулись в Запорожье.
- Христофор Емельянов — после освобождения Запорожья в 1943 году ушёл с войсками Красной армии на Запад. Погиб в конце войны.

- Оганес Оганесян — Одним из первых начал выполнять разведзадания командования 12-й армии Южного фронта. После войны жил в колхозе им. Кирова под Сухуми, приезжал на Хортицу, встречался с «красными следопытами» и товарищами по отряду.

- Витя Пивнев — был схвачен немцами, побывал в нескольких концлагерях, но отовсюду бежал. Вернувшись после войны в Запорожье, работал на Запорожском моторостроительном заводе.

## «Юные чапаевцы» в послевоенный период

Юные герои Хортицы. Кадр художественного фильма «Я — Хортица», посвящённого 40-летию подвига отряда, СССР 1981 год

В 1957 году, работая в Подольском архиве Министерства обороны, Игорь Фесуненко обнаружил «Плановую таблицу взаимодействия частей по захвату острова Хортица, 22 — 23 августа 1941 года». Документ был подписан заместителем начальника штаба Южного фронта генерал-майором Харитоновым и начальником штаба ВВС фронта генерал-майором Устиновым. Среди основных сил, которым предстояло штурмовать о. Хортицу (пехота, авиация, артиллерия, танки) в документе упоминался отряд «юных героев». Только отряд, представлявший собой значительную силу, мог быть упомянут в подобной таблице.
18 декабря 1957 года в газете «Комсомольская правда» вышла статья Игоря Фесуненко «Отзовитесь, юные герои», в которой рассказывалось о ребятах, помогавших советскому командованию в разгроме немецких войск на Хортице. Прочитав эту статью, юные следопыты СШ № 43 начали многолетний настойчивый поиск по установлению имён этих ребят.

12 октября 1968 г. на острове Хортица недалеко от школы № 43 (с 1998 года в здании школы размещается муниципальный театр «Vie»), был открыт памятник «Юным чапаевцам», выполненный скульптором В. К. Дубининым и архитектором Н. Светом в очень сжатый срок — всего за десять дней. Памятник представлял собой установленную на бетонных плитах композицию, объединяющую одиннадцатиметровый обелиск из нержавеющей стали и располагающуюся слева от него бетонную стелу. На стеле — бронзовый барельеф пионера-разведчика и надпись: 
Піонерам, юним чапаєвцям — розвідникам в роки Великої Вітчизняної війни.
 (рус. Пионерам, юным чапаевцам — разведчикам в годы Великой Отечественной войны). В 1995 году памятник был отремонтирован. В последующие годы пострадал от вандализма — со стелы исчез барельеф пионера-чапаевца.
В 1972 году к 50-летию пионерской организации в журнале «Вокруг света» была напечатана ещё одна статья И. Фесуненко — «Дети острова Хортица», где приводились факты, ставшие известными благодаря активному поиску юных следопытов.
5 ноября 1976 года газетой «Труд» была опубликована статья Льва Аркадьева «Дорогие наши мальчишки», содержавшая новые факты о деятельности отряда. Ко времени выхода статьи в живых оставались трое участников группы «Юные чапаевцы»: Витя Пивнев, Оганес Оганесян и Юра Писаревич.
В 1980 году украинским писателем из Запорожья П. П. Ребро была написана драматическая поэма «Загра́ва над Хортицею» (рус. Зарево над Хортицей), посвящённая подвигу юных героев. Пьеса была поставлена на сцене Запорожского областного украинского музыкально-драматического театра им. Щорса и прошла более 200 раз.
В 1981 году к 40-летию подвига отряда «Юных чапаевцев» на Одесской киностудии по сценарию Л. Аркадьева был снят художественный фильм «Я — Хортица».
Имена юных чапаевцев носят станции Запорожской детской железной дороги, находящейся в Коммунарском районе города вблизи Южного жилмассива.